# Ngezi Platinum Football Club
O Ngezi Platinum Football Club é um clube de futebol com sede em Ngezi, Zimbabwe.

## História
A equipe compete no Campeonato Zimbabuense de Futebol..